# Wiktorów (powiat wieluński)
Wiktorów  – wieś w Polsce położona w województwie łódzkim, w powiecie wieluńskim, w gminie Biała, położona w odległości ok. 10 km na pn.-zach. od Wielunia, nad Oleśnicą, dopływem Warty. W 2011 roku liczba mieszkańców we wsi Wiktorów wynosiła 198.
W latach 1975–1998 miejscowość należała administracyjnie do województwa sieradzkiego.

## Historia i zabytki
Miejscowość pierwszy raz wzmiankowana w 1404 r., kiedy należała do Lutolda z "Wyctorowa". Gniazdo znanego w Sieradzkiem rodu Wiktorowskich h. Gryf lub Jastrzębiec. W "Liber beneficiorum..." Jana Łaskiego (Gniezno 1880, t.II, s. 155) wymienia się tu kaplicę św. Zygmunta z XV w. nazywając ją "starożytną". W tej najstarszej drewnianej kaplicy dziedzic miejscowy Jan Zaremba ufundował trzy ołtarze. 
Stoi tu zabytkowy kościół typu wieluńskiego pw. św. Zygmunta i św. Walentego zbudowany w 1 poł. XVI w., przebudowany w XVIII w. Próba jego remontu podjęta w 1976 r. zakończyła się koniecznością całkowitej rekonstrukcji, która trwała do maja 1987 r. Jest to budowla drewniana o konstrukcji zrębowej, nakryta wysokim gontowym dachem. Trzy ołtarze i ambona z około 1700 r. Chrzcielnica kamienna zapewne z XVI w. W wyposażeniu cenne obrazy, wśród nich obraz Madonny z Dzieciątkiem, namalowany prawdopodobnie około 1470 r. przez Jana z Nysy. Inny gotycki obraz przedstawia zwiastowanie NMP i jest wykonany techniką olejną na płótnie i desce. Z tego też okresu pochodzi obraz M.B. Bolesnej znajdujący się w ołtarzu bocznym. Przed kościołem - rzeźba Chrystusa i Matki Boskiej pod Krzyżem, wykonana w lipie przez ludowego artystę Janusza Ścigałę z Wiktorowa.
Według rejestru zabytków Narodowego Instytutu Dziedzictwa na listę zabytków wpisane są obiekty:
- kościół filialny pw. św. Zygmunta, drewniany, XVI w., nr rej.: 976 z 30.12.1967